# Лео, Франк
Фрэнсис «Франк» Лео (англ. Francis "Frank" Leo; род. 30 июня 1971, Монреаль, Канада) — канадский кардинал. Титулярный епископ Тамады и вспомогательный епископ Монреаля с 16 июля 2022 по 23 февраля 2023. Архиепископ Торонто с 23 февраля 2023. Кардинал-священник с титулярной церковью Санта-Мария-делла-Салюте-а-Примавалле с 7 декабря 2024. 

## Ранние годы, образование и священство
Фрэнсис Лео родился в Монреале 30 июня 1971 года, в семье итальянских эмигрантов, его мать была родом из Сан-Мартино-Валле-Каудина (провинция Авеллино). Он получил степень бакалавра в Монреальском богословском институте священнической формации (фр. Institut de Formation Théologique de Montréal (IFTM)), а также лиценциат и докторскую степень по теологии в Международном институте марианских исследований. 
Лео был рукоположен в священники Монреальской архиепархии в 14 декабря 1996 года. Он учился в Папской Церковной академии в Риме с 2006 года по 2008 год, а затем поступил на дипломатическую службу Святого Престола. Он был направлен в апостольскую нунциатуру в Австралии, где служил с 2008 года по 2011 год, а затем в Миссию обучения Святого Престола в Гонконге с 2011 года по 2012 год.
В январе 2012 года Папа Бенедикт XVI назначил его капелланом Его Святейшества, присвоив ему титул монсеньора.

## На служении в архиепархии Монреаля
В 2012 году он вернулся в Монреаль, чтобы занять должности директора и преподавателя догматики в Высшей семинарии, директора департамента канонического права IFTM и вице-председателя службы призваний архиепархии. С 2013 года по 2015 год он был членом совета священников. Он основал Канадское мариологическое общество и стал его президентом. С 2015 года по 2021 год он был генеральным секретарём конференции католических епископов Канады и вместе с другими членами ежегодно принимался на папской аудиенции 3 декабря 2015 года, 10 ноября 2016 года, 9 декабря 2017 года, 6 декабря 2018 года, 12 декабря 2019 года и 9 декабря 2021.
Монсеньор Лео преподавал в Монреале, Канберре, Дейтоне и Оттаве. Он владеет английским, французским, итальянским и испанским языками.
В феврале 2022 года он стал генеральным викарием и модератором курии архиепархии Монреаля.
16 июля 2022 года Папа Франциск назначил его титулярным епископом Тамады и вспомогательным епископом Монреаля. 12 сентября 2022 года он получил свою епископскую ординацию от архиепископа Монреаля Кристиана Лепина, со-консекраторами были епископ Тимминса Серж Патрик Пойтрас и епископ Гамильтона Дэвид Дуглас Кросби.

## Архиепископ Торонто
11 февраля 2023 года Папа Франциск назначил монсеньора Лео митрополитом-архиепископом Торонто, сменив кардинала Томаса Кристофера Коллинза, который ушел в отставку из-за достижения предельного возраста. Его первыми словами, когда он услышал известие о своём назначении были: «Я с большим смирением принимаю это назначение от Святого Отца, чтобы служить верующим архиепархии Торонто. Я благодарю Папу Франциска за доверие, которое он мне оказал. Это назначение было поистине неожиданным, однако за время моего священства и служения Церкви я понял, что особые планы Бога для нас осуществляются в неожиданные моменты, что приводит к огромным благословениям». 
25 марта 2023 года в соборе Святого Михаила состоялся ингресс архиепископа Франка Лео, а 29 июня 2023 года он получил паллий от Святого Отца во время церемонии, состоявшейся на площади Святого Петра в Риме.

## Кардинал
6 октября 2024 года во время Ангелуса Папа Франциск объявил Фрэнсиса Лео в числе новых кардиналов, которых он собирается назначить на консистории от 8 декабря этого года, дата была позднее была перенесена на 7 декабря.
Участник Конклава 2025 года, где был избран Папа Лев XIV.